# Дани Филозофског факултета
Дани Филозофског факултета је годишња манифестација коју организује Филозофски факултет Универзитета у Источном Сарајеву на Палама. Манифестација обухвата низ академских, културних и друштвених догађаја, а одржава се у мају поводом обиљежавања Дана факултета и крсне славе – Светог Јована Богослова.

## Историја и значај
Манифестација је установљена као начин да се промовише академски рад, културна разноликост и друштвена одговорност факултета. Током година, Дани Филозофског факултета постали су платформа за представљање научних истраживања, умјетничких израза и међународне сарадње.

## Програм манифестације
Програм манифестације обично траје од 13. до 22. маја и обухвата Међународни научни скуп „Наука и стварност“, промоције књига, позоришне представе, изложбе, те шаховски турнир „Филозофски гамбит“ . На дан славе факултета, организује се свечана академија за уручење диплома.